# Vladica Kovačević
Vladica Kovačević   (Ивањица, 7 de gener de 1940 - Belgrad, 28 de juliol de 2016) va ser un futbolista iugoslau i serbi que jugava com a davanter.

## Carrera de club
Nascut a Ivanjica, Kovačević es va traslladar a Belgrad el 1955 i es va unir al planter del Partizan. Va ascendir al primer equip el 1958, debutant oficialment en una victòria per 2-1 a casa contra el Rijeka. Durant les següents vuit temporades, Kovačević va ajudar el Partizan a guanyar la Primera Lliga Iugoslava en quatre ocasions (1960–61, 1961–62, 1962–63 i 1964–65). També va ser membre de l'equip que va perdre la final de la Copa d'Europa de 1966 contra el Reial Madrid. Dos anys abans, Kovačević va ser el màxim golejador de la competició amb set gols, juntament amb Sandro Mazzola i Ferenc Puskás.
El 1966, Kovačević es va traslladar a França i va fitxar pel Nantes, on només va passar-hi una temporada. Posteriorment va tornar a Iugoslàvia per complir el servei militar obligatori i es va reincorporar al Partizan. A finals de 1969, Kovačević va tornar a França i es va unir a l'Angers.

## Carrera internacional
A nivell internacional, Kovačević va jugar 13 partits amb la selecció de Iugoslàvia entre el 1960 i el 1965, marcant dos gols. Va formar part de l'equip de la Copa del Món de la FIFA de 1962, on Iugoslàvia va perdre contra Xile en el partit pel tercer lloc.

## Palmarès

### Club
Partizan
- Primera Lliga Iugoslava: 1960–61, 1961–62, 1962–63, 1964–65

### Individual
- Màxim golejador de la Copa d'Europa: 1963–64